# Ahmed Ayman Mansour
Ahmed Ayman Mansour (in arabo أحمد أيمن منصور‎?; Il Cairo, 13 aprile 1994) è un calciatore egiziano, difensore dell'Al-Masry e della nazionale egiziana.

## Carriera

### Nazionale
Esordisce in nazionale il 23 marzo 2019 contro il Niger in un incontro valido per le qualificazioni alla Coppa d'Africa 2019. L'11 giugno 2019 viene incluso dal CT Javier Aguirre nella lista dei 23 convocati per la Coppa d'Africa 2019.

## Statistiche

### Presenze e reti nei club
Statistiche aggiornate al 16 maggio 2021.
| Stagione        | Squadra         | Campionato      | Campionato | Campionato | Coppe nazionali | Coppe nazionali | Coppe nazionali | Coppe continentali | Coppe continentali | Coppe continentali | Altre coppe | Altre coppe | Altre coppe | Totale | Totale |
| Stagione        | Squadra         | Comp            | Pres       | Reti       | Comp            | Pres            | Reti            | Comp               | Pres               | Reti               | Comp        | Pres        | Reti        | Pres   | Reti   |
| --------------- | --------------- | --------------- | ---------- | ---------- | --------------- | --------------- | --------------- | ------------------ | ------------------ | ------------------ | ----------- | ----------- | ----------- | ------ | ------ |
| 2013-2014       | El Geish        | PL              | 0          | 0          | CE              | 0               | 0               | -                  | -                  | -                  | -           | -           | -           | 0      | 0      |
| 2014-2015       | El Daklyeh      | PL              | 18         | 0          | CE              | 1               | 0               | -                  | -                  | -                  | -           | -           | -           | 19     | 0      |
| 2015-2016       | Al-Masry        | PL              | 28         | 0          | CE              | 2               | 0               | -                  | -                  | -                  | -           | -           | -           | 30     | 0      |
| 2016-2017       | Al-Masry        | PL              | 29         | 3          | CE              | 5               | 0               | CC                 | 5                  | 0                  | -           | -           | -           | 39     | 3      |
| 2017-2018       | Al-Masry        | PL              | 2          | 0          | CE              | 0               | 0               | CC                 | 2                  | 0                  | -           | -           | -           | 4      | 0      |
| Totale Al-Masry | Totale Al-Masry | Totale Al-Masry | 59         | 3          |                 | 7               | 0               |                    | 7                  | 0                  |             | -           | -           | 73     | 3      |
| 2018-2019       | Pyramids        | PL              | 28         | 3          | CE              | 5               | 0               | -                  | -                  | -                  | -           | -           | -           | 33     | 3      |
| 2019-2020       | Pyramids        | PL              | 18         | 0          | CE              | 1               | 0               | CC                 | 13                 | 0                  | -           | -           | -           | 32     | 0      |
| 2020-2021       | Pyramids        | PL              | 14         | 0          | CE              | 1               | 0               | CC                 | 8                  | 0                  | -           | -           | -           | 23     | 0      |
| Totale Pyramids | Totale Pyramids | Totale Pyramids | 60         | 3          |                 | 7               | 0               |                    | 21                 | 0                  |             | -           | -           | 88     | 3      |
| Totale carriera | Totale carriera | Totale carriera | 137        | 6          |                 | 15              | 0               |                    | 28                 | 0                  |             | -           | -           | 180    | 6      |

### Cronologia presenze e reti in nazionale
| Cronologia completa delle presenze e delle reti in nazionale ― Egitto | Cronologia completa delle presenze e delle reti in nazionale ― Egitto | Cronologia completa delle presenze e delle reti in nazionale ― Egitto | Cronologia completa delle presenze e delle reti in nazionale ― Egitto | Cronologia completa delle presenze e delle reti in nazionale ― Egitto | Cronologia completa delle presenze e delle reti in nazionale ― Egitto | Cronologia completa delle presenze e delle reti in nazionale ― Egitto | Cronologia completa delle presenze e delle reti in nazionale ― Egitto |
| Data                                                                  | Città                                                                 | In casa                                                               | Risultato                                                             | Ospiti                                                                | Competizione                                                          | Reti                                                                  | Note                                                                  |
| --------------------------------------------------------------------- | --------------------------------------------------------------------- | --------------------------------------------------------------------- | --------------------------------------------------------------------- | --------------------------------------------------------------------- | --------------------------------------------------------------------- | --------------------------------------------------------------------- | --------------------------------------------------------------------- |
| 23-3-2019                                                             | Niamey                                                                | Niger                                                                 | 1 – 1                                                                 | Egitto                                                                | Qual. Coppa d'Africa 2019                                             | -                                                                     |                                                                       |
| 26-3-2019                                                             | Abuja                                                                 | Nigeria                                                               | 1 – 0                                                                 | Egitto                                                                | Amichevole                                                            | -                                                                     | 51’                                                                   |
| 13-6-2019                                                             | Alessandria d'Egitto                                                  | Egitto                                                                | 1 – 0                                                                 | Tanzania                                                              | Amichevole                                                            | -                                                                     | 46’                                                                   |
| 16-6-2019                                                             | Alessandria d'Egitto                                                  | Egitto                                                                | 3 – 1                                                                 | Guinea                                                                | Amichevole                                                            | -                                                                     | 46’                                                                   |
| 25-3-2021                                                             | Nairobi                                                               | Kenya                                                                 | 1 – 1                                                                 | Egitto                                                                | Qual. Coppa d'Africa 2021                                             | -                                                                     |                                                                       |
| Totale                                                                |                                                                       | Presenze                                                              | 5                                                                     |                                                                       | Reti                                                                  | 0                                                                     |                                                                       |